# Tripropilamina
La tripropilamina, llamada también N,N-dipropil-1-propanamina, es un compuesto orgánico de fórmula N(CH2-CH2-CH3)3. Es una amina terciaria en donde el nitrógeno está unido a tres grupos propilo.

## Propiedades físicas y químicas
La tripropilamina es un líquido incoloro con un ligero olor a pescado. 
Tiene una densidad de 0,756 g/cm³, inferior a la del agua, mientras que en fase gaseosa es 4,9 veces más denso que el aire.
Su punto de ebullición es de 156 °C y su punto de fusión es de -93 °C.
Aunque este compuesto es muy soluble en etanol y éter etílico, su solubilidad en agua es de sólo 748 mg/L. El valor del logaritmo de su coeficiente de reparto, logP = 2,79, indica que es mucho más soluble en disolventes apolares que en disolventes polares. Posee una tensión superficial de 25,9 dina/cm, comparable a la del tetracloruro de carbono.
La tripropilamina es un compuesto básico (pKa = 10,65) que neutraliza ácidos en reacciones exotérmicas formando la sal correspondiente y agua. Es incompatible con oxidantes fuertes, si bien su combinación con agentes reductores fuertes —tales como hidruros—, puede generar hidrógeno gaseoso. También es incompatible con el cobre y con aleaciones de este metal.

## Síntesis y usos
La tripropilamina se puede preparar a partir de dipropilamina, etileno y gas de síntesis —que contiene hidrógeno y monóxido de carbono. Esta reacción, catalizada por rodio, tiene un rendimiento en torno al 99%.
Otras vías de síntesis —que utilizan como precursores 1-nitropropano, propilamina o 1-propanol— tienen rendimientos mucho más bajos.
A su vez, esta amina es precursor de diversas aminas como N-propilidenpropilamina, N-etil-N-propilpropan-1-amina o N-bencil-N-propilpropan-1-amina. La tripropilamina, además de emplearse como intermediario en síntesis orgánica, tiene uso como disolvente.
Otro aspecto en el que se ha utilizado la tripropilamina es como «plantilla» en la síntesis de AlPO(4)-5 poroso, cuya calcinación en ausencia de aire conduce a la formación de nanotubos de carbono de pared simple. La disociación térmica de la tripropilamina constituye el primer paso del proceso.

## Precauciones
La tripropilamina es una sustancia muy inflamable que, al arder, puede desprender humos tóxicos. Además, su vapor mezclado con el aire conlleva peligro de explosión. Alcanza el punto de inflamabilidad a 32,5 °C y su temperatura de autoignición a 180 °C.
Esta sustancia es considerada muy tóxica por vía oral, tópica o por inhalación. En contacto con piel u ojos puede ocasionar quemaduras severas.